# Maxillaria prolifera
Maxillaria prolifera är en orkidéart som beskrevs av Hipólito Ruiz López och Pav.. Maxillaria prolifera ingår i släktet Maxillaria och familjen orkidéer. Inga underarter finns listade i Catalogue of Life.